# 설성초등학교
설성초등학교는 대한민국 경기도 이천시 설성면 행죽리에 있는 공립 초등학교이다.

## 학교 연혁
- 1910년 12월 10일 사립 죽남학교 설립
- 1919년 12월 10일 공립 개편 인가
- 1920년 9월 13일 죽남공립보통학교 개교
- 1921년 6월 17일 교사 낙성 (4교실)
- 1926년 4월 1일 학년 연장 인가 (6년제)
- 1934년 4월 1일 대죽간이학교 설치 (1학급)
- 1938년 4월 1일 죽남공립심상소학교로 개칭
- 1941년 4월 1일 죽남공립국민학교로 개칭
- 1941년 4월 5일 설성공립국민학교로 교명 변경
- 1946년 9월 1일 8학급 편성
- 1983년 3월 1일 병설유치원 인가
- 1983년 3월 7일 병설유치원 개원
- 1996년 3월 1일 설성초등학교로 개칭
- 1998년 8월 19일 다목적실 신축
- 2000년 6월 15일 본관 2층 3개 교실 증축
- 2010년 9월 1일 제30대 강신영 교장 취임
- 2011년 3월 1일 초등 4학급(특수순회 1학급)
- 2012년 2월 10일 제90회 졸업식 10명 (총 4750명)
- 2012년 3월 1일 초등 5학급(특수순회 2학급)
- 2013년 2월 19일 제91회 졸업식 9명(총 4759명)
- 2013년 3월 4일 초등 5학급(특수순회 2학급)
- 2014년 2월 19일 제92회 졸업식 3명(총 4762명)
- 2014년 3월 3일 초등 6학급(특수순회 2학급)
- 2014년 9월 1일 제31대 최숙 교장 부임
- 2015년 2월 13일 제93회 졸업식 12명(총 4774명)
- 2015년 3월 2일 초등 5학급(특수순회 2학급)
- 2015년 3월 16일 초등 6학급 증설(특수순회 2학급)
- 2016년 2월 16일 제94회 졸업식 12명(총4786명)
- 2016년 3월 2일 초등 6학급 편성
- 2016년 9월 1일 제32대 서상혁 교장 부임
- 2017년 2월 9일 제95회 졸업식 8명(총4794명)
- 2017년 3월 2일 초등 6학급 편성

## 학교 동문
유달영 박사
서정범 박사

## 참고 자료
- 설성초등학교 - 한국교육학술정보원 학교알리미